# Carrer d'en Bosc (Sitges)
El carrer d'en Bosc és un carrer de Sitges (Garraf) inclòs a l'Inventari del Patrimoni Arquitectònic de Catalunya.

## Descripció
El carrer d'en Bosc va originar-se en l'època medieval, fet que es fa palès tant per la zona on es troba emplaçat, com per la irregularitat del seu traçat (recorregut en ziga-zaga des de la plaça de l'Ajuntament fins al carrer de la Davallada), i sobretot per les característiques del període que conserven les edificacions que el componen. Es tracta de construccions entre mitgeres, en general de planta baixa i un pis, amb portals adovellats i finestres amb muntants i llindes de pedra; algunes d'aquestes obertures mostren característiques clarament representatives del llenguatge gòtic (finestres geminades i lobulades).

## Història
El carrer d'en Bosch és un dels més antics de Sitges. Forma part del primer nucli fortificat de la vila, tancat per una muralla que ja existia probablement al segle xiii. La formació del carrer degué produir-se en aquest mateix segle o a començaments del XIV. Actualment contribueix, per la irregularitat del seu traçat i per l'homogeneïtat que presenten moltes de les construccions que el formen a recrear la imatge de la vila medieval.